# Bred
Bred — безкоштовний текстовий редактор для Windows із закритим вихідним кодом і порівняно невеликим набором функцій. Він позиціонується як більш досконала і зручна заміна стандартним редакторам Notepad і WordPad, які є частиною операційних систем сімейства Microsoft Windows.

## Опис
Текстовий редактор був створений невеликою Ульяновської компанією Gladiators Software. Ранні версії редактора з лінійки 2.xx (Bred-2), аж до останньої 2.1.8, випущеної 24 грудня 2000 року, призначалися для роботи в Windows 9x/NT4 і були написані на чистому Windows API в середовищі Delphi (Object Pascal), тому вони були дуже компактними за обсягом та швидкістю, що в поєднанні з простотою використання та досить багатим набором функцій порівняно зі стандартним Блокнотом Windows завоювали популярність серед користувачів.
Список підтримуваних функцій редактора Bred-2 включав в себе серед іншого: всі функції стандартного Блокнота Windows, підтримку ANSI, KOI8 і OEM кодувань, з автоматичним їх розпізнаванням і можливістю конвертації з одного кодування в іншу, а також звичайного тексту в транслітерований, вирівнювання тексту (по краях, центру і ширині), відсутність обмежень (крім обсягу вільної оперативної пам'яті) по відкату/поверненню змін і обсягом тексту (стандартний Блокнот в Windows 9x/NT4 дозволяв створювати і відкривати файли об'ємом не більше 64 кілобайт), запам'ятовування позиції курсора при закритті документа, підсвічування HTML-коду, перетягування тексту мишкою і інші можливості.
За умовою наявності в каталозі з програмою бібліотеки riched32.dll з дистрибутива Windows NT4, вона здатна працювати і в найпізніших операційних системах, наприклад, Windows 2000, ME, XP і навіть Windows 7. З огляду на свою крайню в минулому популярності ця версія досі доступна на офіційному сайті. Поширюється в двох редакціях: з російською та англійською інтерфейсом.
Розробка редактора наступного покоління, призначеного для роботи в сучасних операційних системах, через різні труднощі та зміну середовища розробки з Delphi на C++, зайняла кілька років. Перша публічна бета-версія оновленого редактора під назвою Bred-3 вийшла в світ 7 червня 2004 року. У ній був повністю переписаний текстовий рушій, видалені деякі старі можливості і додані нові, в тому числі повна підтримка Windows 2000/XP/2003 (для Windows 98/ME також існує окремий дистрибутив), підтримка Юнікоду (кодування UTF-8/UTF-16), підсвічування синтаксису мов програмування (через бібліотеку Colorer), підтримка плагінів (крім Colorer, що входить в комплект програми, більше плагінів випущено не було), двовіконний режим, можливість автоматичного створення резервних копій під час редагування та інші функції.
Всього було випущено три бета-версії. Остання версія 3.0.3U beta 3 вийшла 11 червня 2004 року. Розробка була припинена на користь більш пріоритетного на той момент комерційного ПЗ, що розробляється компанією паралельно з Bred-3. В даний час про продовження розробки проекту нічого невідомо. Незважаючи на свій вік, статус бета-версії та наявність недоліків у цій версії, вона досить стабільна і функціональна і використовується багатьма користувачами донині.
У Windows 10 редактор Bred 3.0 працює не завжди коректно.

## Налаштування запуску
- /P — друк
- /? — допомога
- /Lline[,index] — перехід до рядка, позиції в рядку
- /N — новий файл
- /ANSI…/UTF-8 — вибір кодування